# Johann Hillebrand (Politiker)
Johann Nepomuk Vinzenz Hillebrand (* 19. November 1801 in Kindberg; † 19. Juni 1866 in Pöls) war ein österreichischer Fabrikant und Politiker.

## Leben
Hillebrand, der katholischer Konfession war, studierte Rechtswissenschaften an der Universität Wien. Ab 1827 arbeitete er in der väterlichen Sensenfabrik, die er später übernahm. Er lebte bis zu seinem Tod als Sensenfabrikant und Realitätenbesitzer in Pöls.
Vom 8. Januar 1849 (für Heinrich Perisutti) bis zum 11. April 1849 vertrat er den Wahlkreis 16. Steiermark (Judenburg) in der Frankfurter Nationalversammlung. Er blieb fraktionslos und stimmte mit dem Rechten Zentrum. Nach seinem Ausscheiden aus dem Parlament wurde Hyazinth Edler von Schulheim sein Nachfolger.